# Mary Boland

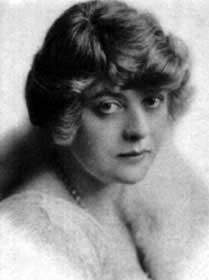
Mary Boland

Mary Anne Boland (* 28. Januar 1880 in Detroit, Michigan; † 23. Juni 1965 in New York City, New York) war eine US-amerikanische Schauspielerin.

## Leben
Mary Boland begann ihre Schauspielkarriere um die Jahrhundertwende als Bühnendarstellerin. Von 1907 bis 1954 trat sie in über 30 verschiedenen Produktionen am Broadway auf, viele davon Komödien oder Musicals. In ihrer Jugend trat sie unter als Bühnenliebhaberin des damaligen Theaterstars John Barrymore in Erscheinung.
Boland gab bereits 1915 ihr Filmdebüt und drehte bis 1920 weitere Stummfilme, danach kehrte sie erst 1931 wieder zum Kinofilm zurück. In den 1930er- und 1940er-Jahren spielte sie an der Seite von Charles Laughton, Gary Cooper, Laurel und Hardy, Norma Shearer und Bing Crosby. Anfang der 1930er-Jahre bildete sie mit Charlie Ruggles ein zu der Zeit populäres Leinwandpaar in einer Anzahl von kostengünstig hergestellten Komödien. Während Boland dabei in der Regel wie auch in anderen Filmen den Typ der herrschsüchtigen Ehefrau übernahm, spielte Ruggles den langleidenden, unterdrückten Ehemann. Eine weitere Spezialität von ihr waren etwas überdrehte, prätentiöse oder gar leicht dümmliche Damen der Gesellschaft, etwa als Frau eines steinreichen Ranchers in Ein Butler in Amerika (1935), die ihren Mann mit allen Mitteln zu „kultivieren“ versucht. Zwei ihrer bekanntesten Filmrollen spielte sie 1939 in George Cukors Komödie Die Frauen als fünfmal verheiratete Gräfin und ein Jahr später in der Jane-Austen-Verfilmung Stolz und Vorurteil als Mrs. Bennet.
Im Jahr 1950 drehte Boland ihren letzten Film Hotel der Verlorenen, danach sah man sie noch bis Mitte der 1950er-Jahre in verschiedenen Fernsehproduktionen sowie am Broadway. 1958 war sie zweimal Gast in der The Tonight Show mit Gastgeber Jack Paar. Im Juni 1965 verstarb sie im Alter von 85 Jahren. Mary Boland hat einen Stern auf dem Hollywood Walk of Fame (6150 Hollywood Blvd).

## Filmografie
- 1915: The Edge of the Abyss
- 1916: The Price of Happiness
- 1916: The Stepping Stone
- 1917: Mountain Dew
- 1918: A Woman’s Experience
- 1918: The Prodigal Wife
- 1919: The Perfect Lover
- 1920: His Temporary Wife
- 1931: Secrets of a Secretary
- 1931: Personal Maid
- 1932: Der Abend des 13. Juni (The Night of June 13)
- 1932: Evenings for Sale
- 1932: Wenn ich eine Million hätte (If I Had a Million)
- 1933: Mama Loves Papa
- 1933: Ein Stück vom Mond (Three-Cornered Moon)
- 1933: The Solitaire Man
- 1934: Four Frightened People
- 1934: Sechs von einer Sorte (Six of a Kind)
- 1934: Melody in Spring
- 1934: Stingaree
- 1934: Here Comes the Groom
- 1934: Down to Their Last Yacht
- 1934: Jagd nach dem Glück (The Pursuit of Happiness)
- 1935: Ein Butler in Amerika (Ruggles of Red Gap)
- 1935: People Will Talk
- 1935: Two for Tonight
- 1935: The Big Broadcast of 1936
- 1936: Wenn andere schlafen... (Early to Bed)
- 1936: A Son Comes Home
- 1936: Wives Never Know
- 1936: College Holiday
- 1937: Marry the Girl
- 1937: Danger – Love at Work
- 1937: There Goes the Groom
- 1937: Mama Runs Wild
- 1938: Little Tough Guys in Society
- 1938: Artists and Models Abroad
- 1939: Boy Trouble
- 1939: The Magnificent Fraud
- 1939: Night Work
- 1939: Die Frauen (The Women)
- 1940: He Married His Wife
- 1940: New Moon
- 1940: Stolz und Vorurteil (Pride and Prejudice)
- 1940: Hit Parade of 1941
- 1940: One Night in the Tropics
- 1944: In Our Time
- 1944: Die Leibköche seiner Majestät (Nothing but Trouble)
- 1945: Forever Yours
- 1948: Die unvollkommene Dame (Julia Misbehaves)
- 1948: The Philco Television Playhouse (Fernsehserie, Folge 1x01)
- 1949: The Chevrolet Tele-Theatre (Fernsehserie, Folge 1x19)
- 1949: The Ford Theatre Hour (Fernsehserie, Folge 1x06)
- 1950: Hotel der Verlorenen (Guilty Bystander)
- 1950: Masterpiece Playhouse (Fernsehserie, Folge 1x03)
- 1951: Musical Comedy Time (Fernsehserie, Folge 1x10)
- 1954: Armstrong Circle Theatre (Fernsehserie, Folge 5x02)
- 1955: Producers’ Showcase (Fernsehserie, Folge 1x06)